# Импактиты

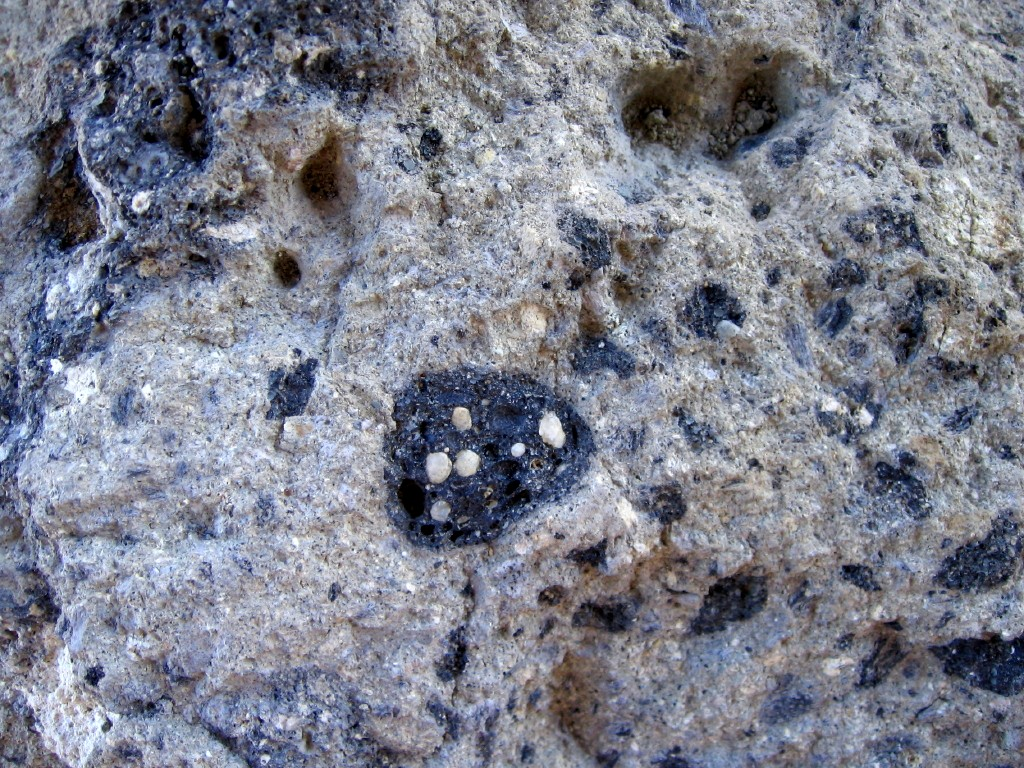
Зювит из метеоритного кратера Нёрдлингенский Рис

Импактиты (от англ. impact — «столкновение», «удар») — космогенные горные породы, образовавшиеся в результате ударно-взрывного (импактного) породообразования и ударного метаморфизма при столкновении крупных метеоритов с поверхностью Земли. Локализованы в астроблемах. При образовании импактитов показатели давления и температуры достигают десятков гигапаскалей и 2000—3000°С соответственно, а скорости изменения этих параметров превышают скорости их эволюции в других типах породообразующих процессов на несколько порядков.

## Классификация
По своему составу и строению импактиты подразделяются на группы. Систематика импактных горных пород:
| Класс         | Подкласс                | Группа                                                  | Семейство                                            | Вид                                                               |
| ------------- | ----------------------- | ------------------------------------------------------- | ---------------------------------------------------- | ----------------------------------------------------------------- |
| Обломочный    | Аутигенный и Аллогенный | Мономиктовая, Олигомиктовая, Полимиктовая               | Кластическое, Витрокластическое, Стекловатое         | Импактированные породы мишени, аутигенные брекчии, Псевдотахилиты |
| Расплавленный |                         | Ультраосновная, Основная, Средняя, Кислая, Ультракислая | Кристаллические, Неполнокристаллические, Стекловатые | Тагамиты, Импактные стёкла, Шлаки, Пемзы                          |
| Смешанный     |                         | Полимиктовая                                            | Кластическое, Витрокластическое, Стекловатое         | Зювиты, Псевдобрекчии                                             |